# Batalha do Golfo de Yenikale

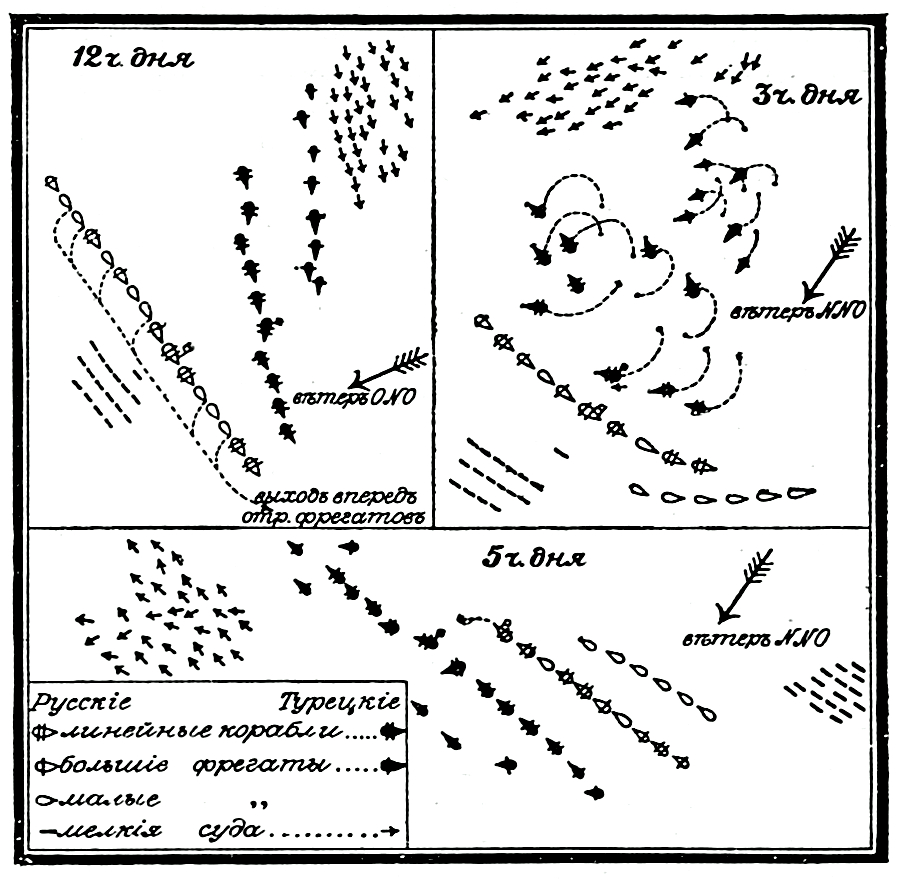
Batalha do Golfo de Yenikale

A Batalha do Golfo de Yenikale foi uma batalha naval lutada entre o Império Russo e o Império Austríaco durante a Guerra russo-turca, de 1787 a 1793. A marinha da Rússia foi comandada pelo comandante Fyodor Ushahov. A batalha terminou na rápida retirada, de ambos, sem algum resultado decisivo. A batalha ocorreu em julho de 1790, em Yenikale, na Ucrânia.